# 프렌즈타워
프렌즈타워는 카카오프렌즈 IP를 활용하여 2018년 출시한 모바일 매치3 링크 퍼즐 게임이다. 기존의 프렌즈팝, 프렌즈팝콘, 프렌즈젬과 같은 매치3 캐주얼 퍼즐게임이나, 최대한 많은 블럭을 이어 터트리는 링크 퍼즐 요소를 넣은점이 특징이다. 홍보문구도 '손 끝으로 그리는 퍼즐'. 가게를 운영하며 방문한 손님들의 주문을 퍼즐로 깨며 타워를 쌓아나가는 건물주 컨셉이다.20~40대 여성층을 타겟으로 하고 있다. 2019년 1주년을 맞이했다.